# Нягу Джувара
Нягу Джувара е румънски писател, историк и дипломат от арумънски произход. Чичо му Александру Джувара (1858-1913) е румънски държавник, политически, обществен и дипломатически деец. Участник във Втората световна война. Бие се на източния фронт и е ранен близо до Одеса. След битката при Сталинград подкрепя изтеглянето на румънската армия от Източния фронт, ставайки привърженик на парламентаризма.
На 23 август 1944 г., когато в резултат от преврат е свален Йон Антонеску, Нягу Джувара е изпратен като дипломатически куриер в Швеция, където провежда закрити консултации със съветския посланик Колонтай за следвоенната съдба на страната, приемайки мнението на Сталин по този въпрос. След войната Нягу Джувара е обвинен в шпионаж и напуска Румъния. Заминава за Париж и се впуска в антикомунистическа дейност, работейки за списание „Casa Românească“. От 1961 г. живее в Нигер, където е професор и съветник на държавния глава Амани Диори. Получава докторска степен в Сорбоната. През 1984 г. се завръща в Европа, работейки за Радио Свободна Европа по дестинацята между Париж и Мюнхен, като периодично посещава САЩ и Канада.
След 1989 г. се връща в Румъния веднага след революцията от 1989 г. Веднага се заема да пише исторически произведения и самият той става много популярен в родината си по исторически теми, макар да признава, че професионалните историци го смятат за „аматьор“. 
Награждаван многократно за граждански заслуги и доблест с почти всички румънски ордени. Умира столетник.